# 百円の恋
『百円の恋』（ひゃくえんのこい）は、2014年に公開された日本映画。R-15指定。

## 概要
2012年の『周南「絆」映画祭』で「第1回松田優作賞」グランプリに選ばれた足立紳の脚本を映画化したもの。周南市徳山動物園、笠戸島（下松市）、室積海岸（光市）などでロケーションが行われた。
第88回アカデミー外国語映画賞の日本代表に選ばれた。主演の安藤サクラは、第39回日本アカデミー賞・最優秀主演女優賞を獲得した。他に、最優秀脚本賞も受賞するなど、国内外合わせて21個の映画賞に輝いた。

## ストーリー
斎藤一子は、32歳になっても実家にひきこもりの自堕落な生活を送っていた。父親の孝夫は役立たずだったが母親の佳子が弁当屋を切盛りしており、比較的平穏に過ごせていた。
しかしある日妹の二三子が子供を連れて実家に出戻ってきたことにより、問題を抱えるようになる。一子は、二三子の子供とはテレビゲームで良い関係を築いていたいにもかかわらず、二三子と歯医者に母親が治療費を出すかで喧嘩してしまい、母親からもお金を貰って追い出されてしまう。
一子は一人暮らしを始め、夜な夜な買い物に行っていた百円ショップに勤めることになるが、そこは実は社会の底辺の人間達が集まる巣窟のような場所であった。店長の岡野淳はうつ病で、店員の野間明はバツイチで口うるさくてしつこい。また、元店員で、レジの金を盗んだ池内敏子は、毎晩廃棄される焼きうどん弁当を盗みに来るという。
一子は、いつもストイックにボクシングの練習をする狩野祐二に興味を持っていた。ある時、狩野が百円ショップにバナナを置き忘れ、一子がジムまで届けに行った際、急にデートに誘われる。

## キャスト
斎藤一子（さいとう いちこ）
演 - 安藤サクラ
実家に引き籠ってテレビゲーム漬けの毎日を送る、無職32歳の女。喫煙者（ヘビースモーカー）。1981年11月11日生まれ。無愛想でガサツな性格でいつもだらしない格好をしており、本人曰く「女を捨てている」とのこと。家事や店の手伝いも一切しないため日常的に佳子や二三子から小言を言われているが、口だけは一人前で言い返している。作中の冒頭で二三子と喧嘩してそのまま家を出て、百円ショップに勤めながらアパートで一人暮らしを始める。ほどなくして始めるボクシングの階級は、ライトフライ級。

### 一子の家族
斎藤二三子（さいとう ふみこ）
演 - 早織
一子の妹。結婚していたが夫に出て行かれて実家に戻ってきたばかり(いわゆる出戻り)。佳子の店の手伝いをしながら小学生の息子を育てている。短気で気が強く喧嘩っ早い性格。ゲームで遊んでばかりの一子とは仲が悪く、姉を「アンタ」呼ばわりしており顔を合わせる度に嫌味や文句を言っている。
斎藤佳子
演 - 稲川実代子
一子の母親。自宅の1階で弁当屋を切り盛りしている。不摂生な生活を送る一子のことや、娘2人の仲が悪いことに悩んでいる。娘たちを心配して色々と注意しているが、基本的に娘たちに甘い性格。
斎藤孝夫
演 - 伊藤洋三郎
一子の父親。昼間は仕事をしているのか不明だが、夜は自転車でどこかに出かけている。自分に自信がなく大人しい性格で、言葉数も少なく存在感が薄いため家族から頼りにされていない。争いごとは大の苦手で、家族が揉めてもオドオドして見ているだけで何もできない。

### 100円ショップの店員など
岡野淳
演 - 宇野祥平
住宅街にあるコンビニ風の100円ショップの店長。冒頭で一子の雇い主となる。店では年齢や立場に関係なく、相手に敬語を使って話す優しい性格。店長の仕事が結構大変で心身ともに疲れている状態。人手が足りないため一子に深夜勤務をお願いする。
佐田和弘（さだ）
演 - 沖田裕樹
チェーン店である100円ショップの本部社員。ある時岡野が倒れたため、店長代理として彼の店でしばらくの間働くようになる。普段からネチネチとした物の言い方をしており、「この店の店員は、ろくなヤツがいない」と愚痴っている。裏口から入って廃棄食品を盗もうとする敏子を阻止しようとする。
野間明
演 - 坂田聡
ベテラン店員。44歳のバツイチ。100円ショップでは、店長の岡野より勤務年数が長い。腕っぷしは意外と強い。お喋りな性格だが、ジメッとした口調で愚痴が多い。自分より年下や立場が弱そうな人にはエラそうな態度で接するが、強い人には媚びへつらう(ただし、表向きだけ)。店で働きだした一子に妙に馴れ馴れしい態度で接する。
西村
演 - 吉村界人
物語の中盤から登場する店員。20代前半ぐらいの若者。「マジっすか？」が口癖で、少し伸ばした髪の毛を後ろでくくっているのが特徴。自身の勤務中に客たちが起こしたトラブルに巻き込まれ、驚きながらも騒動を面白がる。
池内敏子
演 - 根岸季衣
元店員。手癖が悪く、店員だった頃に店のレジから金を盗んでクビになった。現在は、100円ショップの「焼きうどん弁当」がお気に入りで、店の休憩所に繋がる裏口から入って廃棄の焼きうどんを盗みに毎日のように訪れる。徒歩で移動する代わりに、キックスケーターを愛用している。

### ボクシング関係者
狩野祐二
演 - 新井浩文
ストイックなボクサー。階級は、スーパーライト級。喫煙者（ノーマルスモーカー）。入場曲は、『ワルキューレの騎行』。一子がボクシングを始めるきっかけとなる人物。作中の100円ショップに客として時々訪れており、いつもバナナだけを大量に買っていくため、店員たちから陰で『バナナマン』と呼ばれている。感情表現が乏しく、普段からぶっきらぼうな言動をしている。プロボクサーの年齢制限の上限である36歳で、一子と会った数日後に行われる引退前の最後の試合に臨む。
青木ジムの会長
演 - 重松収
一子が所属するジムの社長。引退まで狩野も所属しており、プロボクサーやダイエット目的の若い男女を受け入れている。入会した時点で2014年当時のプロボクサーの受験資格年齢の上限でテストが受けられるギリギリの年である32歳の一子から、プロボクサーになって試合をしたいと言われて困惑する。好物かは不明だが、昼食はいつもカップラーメンを食べている。
小林
演 - 松浦慎一郎
青木ジムで会員たちにボクシングを指導する。ほどなくして入会した一子のトレーナーとなり、パンチの打ち方や器具を使った練習方法などを初歩から丁寧に教える。
藤村京介
演 - 和宇慶勇二
狩野のボクサーとして最後の試合の対戦相手。試合後は狩野の背中を叩いて健闘を称え合う。
迫田彩美（さこたあやみ）
演 - 白岩佐季子
一子の対戦相手。髪型はドレッドヘア。通称「黒い女豹」。これまで4戦戦ってきており全てK.O.勝ちしている。

## スタッフ
- 監督 - 武正晴
- 脚本 - 足立紳
- プロデューサー - 佐藤現、平体雄二、狩野善則
- 主題歌 -  クリープハイプ「百八円の恋」
- 音楽 - 海田庄吾
- 撮影 - 西村博光
- 照明 - 常谷良男
- 美術 - 将多
- 録音 - 古谷正志
- 編集 - 洲﨑千恵子
- 衣装 - 宮本まさ江
- メイク - 金森恵
- 企画協力 - セントラル・アーツ、オフィス作、ブレス
- 製作プロダクション - スタジオブルー
- 配給・宣伝 - SPOTTED PRODUCTIONS
- 製作 - 東映ビデオ

## 受賞歴
- 第27回東京国際映画祭・日本映画スプラッシュ部門作品賞[5]
- 第88回キネマ旬報ベスト・テン[6]
  - 主演女優賞 - 安藤サクラ（『0.5ミリ』と合わせて受賞）
- 第57回ブルーリボン賞[7]
  - 主演女優賞 - 安藤サクラ（『0.5ミリ』と合わせて受賞）
- 第17回菊島隆三賞（2015年）
  - 脚本賞 - 足立紳
- 第29回高崎映画祭[8]
  - 主演女優賞 - 安藤サクラ（『0.5ミリ』と合わせての受賞）
- 第34回藤本賞（2015年）
  - 奨励賞 - 佐藤現[9]
- 第9回JAPAN CUTS（2015年）
  - 第4回CUT ABOVE賞 for Outstanding Performance in Film - 安藤サクラ[10]
- 第19回プチョン国際ファンタスティック映画祭（2015年）
  - NETPAC賞（最優秀アジア映画賞）[10]
- 第24回日本映画プロフェッショナル大賞 ベストテン第1位 作品賞 監督賞（武正晴）
- 第39回日本アカデミー賞[11]
  - 最優秀主演女優賞（安藤サクラ）
  - 最優秀脚本賞（足立紳）
  - 優秀作品賞
  - 優秀監督賞（武正晴）
  - 優秀助演男優賞（新井浩文）
- 2016年 エランドール賞[12]
  - プロデューサー賞・奨励賞（佐藤現）
- 第37回ヨコハマ映画祭（2016年）[13]
  - 脚本賞（足立紳、『お盆の弟』と合わせて受賞）
  - 日本映画ベストテン・第3位

## リメイク
2024年2月の春節には本作を元にした中華人民共和国のリメイク版『YOLO 百元の恋』《原題『熱辣滾燙』、英題『YOLO』＝You only live once.》（コメディエンヌのジア・リン監督・主演）が同国にて公開され、CGTNや東映などによると、公開3日間で興行収入237億円、観客動員2517万人をそれぞれ記録。春節（2月10日から同月17日まで）に公開された映画作品の中で1位になったと報じている。2月18日までに約570億8000万円まで数字を伸ばし、日本映画をリメイクした中国映画の最高興収記録を更新中。本作も、オリジナル脚本家の足立紳、監督の武正晴、プロデューサーの佐藤現が監修している。2024年7月5日に日本でも公開。